# 토미 모리슨
토미 데이비드 모리슨 (Tommy David Morrison, 1969년 1월 2일 ~ 2013년 9월 1일)은 미국의 권투 선수이며, 1991년에 레이 머서를 상대로 KO패했다. 1993년 세계복싱기구 헤비급 챔피언을 차지했다. 선수 시절 공작(The Duke)이라는 별명으로 불렸다.
그는 선수 시절 동안 53차례의 프로 경기를 가졌으며, 통산 49승 1무 3패의 성적을 거두었다. 1990년에는 영화배우 실베스터 스탤론과 함께 록키 5에 출연하기도 했다. 이후 1996년 HIV 양성 판정을 받고 선수에서 은퇴했으며, 이후 음주운전이나 폭행, 마약 등 여러 범죄를 저질렀다.
그 뒤 2006년 HIV 재검사를 받아 과거 시행했던 검사가 잘못되었음을 선언하고 현역으로 복귀하였으나, 2013년 8월 그의 어머니에 의해 그가 에이즈 최종 단계에 빠진 상태에 있다는 것이 밝혀졌고 그 해 9월 1일 숨을 거두었다.